# Donny Roelvink
Donny Roelvink (Amsterdam, 17 december 1997) is een Nederlands model, acteur en mediapersoonlijkheid. Hij heeft vooral naamsbekendheid gekregen als de zoon van de volkszanger Dries Roelvink. Daarnaast is hij bekend van verschillende televisieprogramma's, waaronder  Temptation Island VIPS en Expeditie Robinson (beide van RTL 5).
Roelvink werd geboren in Amsterdam, als een van de zoons van Dries Roelvink. In het gezin was Roelvink de jongste. Hij heeft nog een oudere zus en een eveneens bekende oudere broer, Dave Roelvink.

## Carrière
Donny Roelvink verscheen als kind voor het eerst op de televisie in het programma Kinderen Dansen op het IJs, waar hij samen met zijn schaatspartner Niki Wories het tot de finale wist te schoppen en deze vervolgens te winnen.
Donny Roelvink was in 2015 samen met zijn familie te zien in hun eigen realityserie genaamd De Roelvinkjes. Sinds 2016 heeft Roelvink zijn levensstijl aangepast en is hij veel gaan trainen. Hierna verscheen hij meerdere keren als model op verschillende covers van glossy’s. In 2017 keerde het programma van de familie Roelvink terug maar dan onder de naam De Roelvinkjes: Dave en Donny doen zaken. Na het optreden van Roelvink in het laatst genoemde programma kreeg hij in Nederland meer naamsbekendheid. Zo was hij nu te zien in het programma Into the Waves, waarin hij als tweede eindigde. Tevens werkte hij sindsdien aan zijn acteercarrière en speelde hij een kleine rol in de serie Nieuwe Tijden en een bijrol in de film Misfit.
Begin 2018 werd Roelvink actief op een eigen YouTube-kanaal, vanaf het najaar doet hij dit samen met zijn broer. Vanaf juni was Roelvink samen met zijn vriendin twaalf weken te zien in Temptation Island Vips. In 2018 was Roelvink een van de deelnemers aan het negentiende seizoen van het RTL 5 programma Expeditie Robinson, hij verliet vrijwillig het programma en ging als vijfde deelnemer weg. Hij eindigde op de 17e plaats. Voordat Expeditie Robinson uitgezonden werd verscheen op Videoland de serie Dave en Donny op expeditie, hierin was te zien hoe Roelvink door zijn oudere broer, die eerder deelnemer was aan het zeventiende seizoen van Expeditie Robinson in 2016, klaar wordt gestoomd voor zijn deelname aan Expeditie Robinson.
In september 2018 keerde Roelvink terug met zijn familie in het programma De Roelvinkjes: Effe geen cent te makken. Roelvink nam deel aan het in 2022 uitgezonden realityprogramma Special Forces VIPS, waarbij hij met succes een door commando's opgezet trainingsprogramma doorliep. 

## Privé
Roelvink had van najaar 2019 tot en met oktober 2021 een relatie met actrice en influencer Janice Blok. In 2024 heeft Roelvink zich bekeerd tot de islam.

### Auto-ongeluk
Op  13 juni 2022 raakte Donny Roelvink in Hilversum zwaargewond terwijl hij bezig was een videofilmpje te maken waarin hij op straat een lunge-oefening van bodybuilder Ronnie Coleman probeerde te imiteren: een vriend in een Hummer, die bezig was met de opnames, drukte per ongeluk op het gaspedaal in plaats van de rem en reed Roelvink aan.

### Gezondheid
In december 2022 werd bij Roelvink zaadbalkanker ontdekt, waarop er direct een behandelingsplan werd gestart. Na een CT-scan bleek dat de tumor geen uitzaaiingen had. Kort daarop werd Roelvink geopereerd.

## Filmografie
| Film en televisie als acteur   | Film en televisie als acteur             | Film en televisie als acteur                                               | Film en televisie als acteur                                               |
| Jaar                           | Productie                                | Rol                                                                        | Opmerkingen                                                                |
| ------------------------------ | ---------------------------------------- | -------------------------------------------------------------------------- | -------------------------------------------------------------------------- |
| 2014                           | Heksen bestaan niet                      | Een klant                                                                  | Film - gastrol                                                             |
| 2017                           | Misfit                                   | Robin                                                                      | Film - bijrol                                                              |
| 2017                           | Nieuwe Tijden                            | Devano                                                                     | Televisie - gastrol                                                        |
| 2019                           | Misfit 2                                 | Robin                                                                      | Film - bijrol                                                              |
| 2019                           | House of No Limits                       | Donny                                                                      | Film - bijrol                                                              |
| Televisie in eigen programma's |                                          |                                                                            |                                                                            |
| Jaar                           | Productie                                | Opmerkingen                                                                | Opmerkingen                                                                |
| 2015, 2023-heden               | De Roelvinkjes                           | Realityserie met zijn vader Dries en broer Dave                            | Realityserie met zijn vader Dries en broer Dave                            |
| 2017                           | De Roelvinkjes: Dave en Donny doen zaken | Realityserie waarin Donny samen met zijn broer Dave een eigen zaak starten | Realityserie waarin Donny samen met zijn broer Dave een eigen zaak starten |
| 2018                           | Dave en Donny op expeditie               | Realityserie waarin Dave Donny klaarstoomt voor Expeditie Robinson         | Realityserie waarin Dave Donny klaarstoomt voor Expeditie Robinson         |
| 2018                           | De Roelvinkjes: Effe geen cent te makken | Realityserie met zijn familie                                              | Realityserie met zijn familie                                              |
| 2019                           | De Roelvinkjes: Passen op de winkel      | Realityserie met zijn familie                                              | Realityserie met zijn familie                                              |
| Televisie als deelnemer        |                                          |                                                                            |                                                                            |
| Jaar                           | Productie                                | Opmerkingen                                                                | Opmerkingen                                                                |
| 2009                           | Kinderen Dansen op het IJs               | Winnaar met schaatspartner Niki Wories                                     | Winnaar met schaatspartner Niki Wories                                     |
| 2017                           | Into the Waves                           | Eindigde in de finale als tweede                                           | Eindigde in de finale als tweede                                           |
| 2018                           | Temptation Island VIPS                   | Samen met vriendin Amijé Roos                                              | Samen met vriendin Amijé Roos                                              |
| 2018                           | Expeditie Robinson                       | Kandidaat aan het negentiende seizoen                                      | Kandidaat aan het negentiende seizoen                                      |
| 2019                           | Dancing on Ice                           | Kandidaat                                                                  | Kandidaat                                                                  |
| 2021                           | Like Me I'm Famous                       | Kandidaat                                                                  | Kandidaat                                                                  |
| 2022                           | Het Jachtseizoen                         | Kandidaat met Dave Roelvink, gepakt na 3 uur en 1 minuut                   | Kandidaat met Dave Roelvink, gepakt na 3 uur en 1 minuut                   |
| 2022                           | Marble Mania                             | Samen met zijn vader en broer                                              | Samen met zijn vader en broer                                              |
| 2022                           | Special Forces VIPS                      | Kandidaat                                                                  | Kandidaat                                                                  |
| 2022                           | Code van Coppens: De wraak van de Belgen | Met Dave Roelvink                                                          | Met Dave Roelvink                                                          |
| 2023                           | Weet Ik Veel                             | Kandidaat                                                                  | Kandidaat                                                                  |
| 2023                           | The Big Bang                             | Met Dave Roelvink                                                          | Met Dave Roelvink                                                          |
| 2025                           | De Kluis: Het Masterplan                 | Kandidaat                                                                  | Kandidaat                                                                  |